# My Stepmother Is an Alien
My Stepmother Is an Alien (bra: Minha Noiva É uma Extraterrestre; prt: A Minha Madrasta É Um Extraterrestre) é um filme de comédia de ficção científica estadunidense de 1988 produzida pela Entertainment Group Weintraub para a liberação através da Columbia Pictures, dirigido por Richard Benjamin e estrelado por Dan Aykroyd e Kim Basinger, com performances de destaque por Jon Lovitz e Alyson Hannigan.

## Sinopse
O astrofísico americano Steven Mills cria um poderoso feixe de raios que é lançado no espaço, ameaçando um planeta numa longínqua galáxia. O planeta ameaçado envia uma nave à Terra e um extraterrestre surge na forma de uma sexy loira sob o nome de Celeste Martin. Esta, que aprendeu a língua e os costumes humanos através da televisão, exibe uma série de bizarros comportamentos que só a filha adolescente de Steven parece notar, como por exemplo, beber o ácido de uma bateria ou meter a mão em àgua a ferver. O bizarro comportamento e os disparates de Celeste divertem Steven que se apaixona por ela. Celeste apenas pretende que Steven salve o seu planeta mas no meio de um inesperado romance inter-galáctico, vai perdendo o sentido da sua missão.
"A Minha Madrasta é uma Extraterrestre" é uma divertida e simpática comédia romântica em atmosfera de Ficção Científica, sobre as atribulações de um cientista que se apaixona por uma bela e sexy loira que é na verdade um extra-terrestre em busca de uma solução para salvar o seu planeta da destruição. Richard Benjamin explora com muito humor os equívocos e os disparates de comportamento de um ser da outra galáxia que casa com um cientista da Terra que vive a maior parte do tempo na "Lua". Um filme recheado de gags de belo efeito e servido por um excelente trabalho de efeitos especiais e visuais, com destaque para a fabulosa e polivalente bolsa da extra-terrestre, aliás, interpretada com inegável charme e graça por Kim Basinger frente ao sempre bonacheirão Dan Aykroyd.

## Elenco
- Dan Aykroyd como Steven Mills
- Kim Basinger como Celeste Martin
- Jon Lovitz como Ron Mills
- Alyson Hannigan como Jessie Mills
- Joseph Maher como Lucas Budlong
- Seth Green como Fred Glass
- Ann Prentiss como Voz do Saco
- Wesley Mann como Grady
- Tony Jay como Chefe do Conselho
- Peter Bromilow como Segundo em Comando
- Nina Henderson como Caixa
- Harry Shearer como Voz de Carl Sagan
- Adrian Sparks como Dr. Morosini
- Juliette Lewis como Lexie, amiga de Jessie #1
- Tanya Fenmore como Ellen, amiga de Jessie #2

## Produção
- O escritor do original My Stepmother Is an Alien, Jerico Stone, viu a história como uma alegoria escura sobre abuso de crianças, e foi assim que foi lançado o filme para Paramount Pictures em 1981.[6][7]

- Shelley Long foi originalmente escalada como Celeste, mas desistiu devido a circunstâncias desconhecidas.[carece de fontes?]

- Kim Basinger recusou o papel de Sarah Tobias no filme The Accused, que ficou com Jodie Foster, para fazer My Stepmother Is an Alien.[8] Este também é o filme de estreia de Juliette Lewis.[8]

- O filme entrou em fotografia principal em 29 de fevereiro de 1988, bem como envolto em maio daquele ano.[6] Algumas filmagens tiveram lugar em Thousand Oaks, na Califórnia.[carece de fontes?] A praia que Celeste se estabelece no começo do filme é a mesma praia de Beverly Hills, 90210.[8] O filme foi lançado nos Estados Unidos em 9 de dezembro de 1988,[1] e foi comercializado com o slogan "Um milhão de anos-luz de casa, ela encontrou um marido, uma enteada e um cão."

## Recepção
O filme ganhou críticas negativas, Recebeu 13% no Rotten Tomatoes. 5.

### Bilheteria
O filme não foi bem sucedido. O filme foi lançado em 9 de dezembro de 1988 e inaugurado em 7º, arrecadando $2,066,980 no fim de semana de abertura. Ele faturou $13,854,000 nos EUA.

## Trilha sonora
O álbum da trilha sonora foi lançada pela Polydor Records.
1. Room to Move - Animotion (4:12)
2. Not Just Another Girl - Ivan Neville (4:05)
3. Be the One - Jackie Jackson (4:15)
4. I Like the World - Cameo (6:11)
5. One Good Lover - Siren (3:51)
6. Hot Wives - Dan Aykroyd (2:53)
7. Pump Up the Volume - M.A.R.R.S. (4:06)
8. Enjoy - Alan Silvestri (2:54)
9. The Klystron - Alan Silvestri (5:33)
10. The Celeste - Alan Silvestri (4:56)
11. Kiss - Art of Noise com a participação de Tom Jones (3:30)